# REBEL YELL 〜運命のシナリオ〜
「REBEL YELL 〜運命のシナリオ〜」(レベル イェル さだめのシナリオ)は、UP-BEATの17枚目のシングルである。

## 解説
- 9枚目のアルバム『NAKED』と同時発売。

## 収録曲
| 全作詞・作曲: 広石武彦・柳川英巳、全編曲: UP-BEAT・潮崎裕己・田中NOB。 |                                                   |                     |                     |      |
| #                                                                      | タイトル                                          | 作詞                | 作曲・編曲          | 時間 |
| 1.                                                                     | 「REBEL YELL 〜運命のシナリオ〜」                 | 広石武彦 ・柳川英巳 | 広石武彦 ・柳川英巳 | 5:02 |
| 2.                                                                     | 「NEWEST WORLD [Voices from 1999〜?] -Version 2」 | 広石武彦 ・柳川英巳 | 広石武彦 ・柳川英巳 | 5:22 |